# Германска воденица
Германската воденица (на гръцки: Μύλος του Αγίου Γερμανού) е възрожденско съоръжение в преспанското село Герман (Агиос Германос), Егейска Македония, Гърция.

## Местоположение
Воденицата е разположена на 1 km северно от селото на Стара река.

## История
Построена е в 1930 година, като датата е отбелязана на ключовия камък на входа. По-късно до нея е построена втора по-проста, която спира в началото на 90-те години. Обществото за защита на Преспа започва реставрационни работи по воденицата в 1997 година, подпомогнати от местните жители. Укрепени са стените и покрива. В 2013 -- 2014 година с помощта на фондациите А. Г. Левендис и Ставрос Ниархос воденицата е цялостно възстановена и е превърната в музей. В 2016 година воденицата печели наградата Europa Nostra.